# Evaza testacea
Evaza testacea är en tvåvingeart som först beskrevs av Jennifer L. Hollis 1962.  Evaza testacea ingår i släktet Evaza och familjen vapenflugor. Inga underarter finns listade i Catalogue of Life.